# Songs of Leonard Cohen
Songs of Leonard Cohen är Leonard Cohens debutalbum, utgivet 1967. Eftersom skivan släpptes mellan jul och nyår anges ibland felaktigt 1968 som utgivningsår.
"Suzanne" handlar om hustrun till en av Cohens nära vänner och hör till de låtar av Cohen som spelats in i flest coverversioner. Judy Collins version kom redan 1966 – alltså före Leonard Cohens egen inspelning.
"Sisters of Mercy" lär ha varit inspirationskälla för bandnamnet The Sisters of Mercy. Samma band använde en rad ur texten på låten "Teachers" som namn på samlingsalbumet Some Girls Wander By Mistake (1992).
En remastrad version med två bonusspår släpptes år 2007.

## Låtlista
1967-utgåvan
1. "Suzanne" – 3:47
2. "Master Song" – 5:54
3. "Winter Lady" – 2:16
4. "The Stranger Song" – 4:59
5. "Sisters of Mercy" – 3:32
6. "So Long, Marianne" – 3:37
7. "Hey, That's No Way to Say Goodbye" – 2:54
8. "Stories of the Street" – 4:34
9. "Teachers" – 3:00
10. "One of Us Cannot Be Wrong" – 4:24
Bonusspår (2007 års nyutgåva)
11. "Store Room"
12. "Blessed Is the Memory"